# Kuczów
Kuczów – wieś w Polsce, położona w województwie świętokrzyskim, w powiecie starachowickim, w gminie Brody.
W latach 1975–1998 miejscowość administracyjnie należała do województwa kieleckiego.
Wierni Kościoła rzymskokatolickiego należą do parafii Najświętszej Maryi Panny Królowej Polski w Starachowicach lub do parafii Najświętszej Maryi Panny Wspomożenia Wiernych w Stykowie.
Nazwy własne Kuczowa w dokumentach źródłowych
Kuczów w dokumentach z roku 1569 Kuczow, 1571 „Kuczow Gabrielis”, 1578 „Kuczow seu Andrzeyow”, 1688 Kuczow alias Bogusławiec, 1780 Kuczow, 1787 Kuczam, 1791 Kuczow, 1827 Kuczów; 6 km na południowy wschód od Starachowic, na prawym brzegu rzeki Kamiennej, około 17 km na północ od klasztoru świętokrzyskiego.
Kuczów powstał w XVI wieku jako lokacja klasztorna być może w formie sołectwa (jak pisze Józef Gacki), na terenach, które klasztor uzyskał w 1339 r. (patrz Rzepin Pierwszy, Rzepin Pierwszy), lub w latach 1351-1442 Florencja, Lenartów Most. Nie była to lokacja na „surowym korzeniu“.
Podległość administracyjna świecka i kościelna
W roku 1569 powiat sandomierski, 1827 pow. solecki 1578 parafii Pawłów od 1827 parafii Wierzbnik.
W roku 1883 w gminie Wierzbnik.

## Topografia i granice
W roku 1729 graniczy z Wierzbnikiem, 1780 graniczy od wschodu ze Stykowem i Swiertą, gdzie trwa spór o część lasu i łąki, od południa z Dąbrową, od zachodu z Michałowem, od północy z Dziurowem w roku 1780 niwa Kuczowska folwarku w Rzepinie, piaszczysta i odległa, położona między lasem i rolami chłop.

## Integralne części wsi
| SIMC    | Nazwa     | Rodzaj    |
| ------- | --------- | --------- |
| 0231001 | Lepak     | część wsi |
| 0231018 | Podszosie | część wsi |
| 0231024 | Świerta   | część wsi |

## Kalendarium
Kuczów był własnością klasztoru świętokrzyskiego od czasu fundacji do 1818 a następnie rządu.
- 1569 – pobór z kuźnicy o 3 kołach z 8 czeladnikami[11]
- 1571 – opat świętokrzyski daje pobór z kuźnicy zwanej Kuczów Gabriela (Gabrielis) o 3 kołach z 5 czeladnikami (ib. 265, 339)
- 1578 – szlachcic Gabriel Starzechowski daje pobór z kuźnicy Kuczów o 3 kołach z 8 czeladnikami (ib. 580; Paw. 193; Zientara 174)
- 1673 – opat świętokrzyski daje pobór od 65 mieszkańców wsi Zawada z osadami Kuczów i Bogusławice[11]
- 1680 – Mikołaj Goski opat klasztor świętokrzyski nadaje Gniatowskiemu w dożywocie sołectwo w Kunowie[10]
- 1685 – przeor i ekonom klasztoru świętokrzyskiego jako komisarze opata Mikołaja Komorowskiego, stwierdziwszy, że obecny wójt Kunowa zagarnął ogrody nadane kucharzowi przez opata i kapitułę klasztoru za wierne usługi, pozbawił gajowego łąki, którą ten sam sobie wykarczował, a ponadto kazał chałupnikom pracować i płacić jak zagrodnikom oraz niszczył las, produkując węgiel drzewny, odebrali mu za karę młyn i oddali go dworowi w Rzepinie.
- W 1780 Kuczów należy do klucza rzepińskiego dóbr stołu opata komendatoryjnego, posiadał 8 dymów, 6 zagrodników znanych z imienia

Ignacy Walkowicz,: Mateusz Jamski, Maciej Walkowicz, Piotr Zygadło, Benedykt Zapała, Filip Bujnowski,
Zagrodnicy pracują po 2 dni tygodniowo pieszo i odrabiają po 6 łokci oprawy, razem z zagrodnikami z Dziurowa noszą raki na stół opata oraz dbają o staw w Michałowie. Razem z górnikami z Dziurowa pracują w kuźnicy w Michałowie. Posiada Kuczów stawek zarosły na rz. Kamiennej. Do stołu konwentu świętokrzyskiego należy młyn o 1 kamieniu na tym stawie, z zagrodą „dwudniową” należącą do młynarza.
- Subsidium charitativum wynosił 75 zł[9].
- W roku 1787 liczył Kuczów 54 mieszkańców,
- W roku 1827 liczył 15 domów i 90 mieszkańców.
- Dziesięcina należy do klasztoru świętokrzyskiego i prepozyta wierzbnickiego.
- Z rokiem 1688 opat świętokrzyski nadaje nowo utworzonej prepozyturze klasztoru w Wierzbniku dziesięcinę z ról w Kunowie nad rzeką Kamienną, które w części uprawiają poddani, a w części sołtys (Wiś.Ił. 404);
- Z rokiem 1747 dziesięcina z młyna, sołectwa i od zagrodników z Kunowa należy do prepozyta Wierzbnika .
- W roku 1780 dziesięcinę snopową dowożą plebanowi Wierzbnika, który pobiera też dziesięcinę z niwy Kuczowskiej folwarku rzepińskiego.
- W roku 1791 za dziesięcinę z Kunowa prepozyt Wierzbnika otrzymuje 41 złotych i 1 grosz .